# Ferdinand Christian Baur
Ferdinand Christian Baur, född 21 juni 1792 i Schmiden vid Stuttgart, död 2 december 1860 i Tübingen, var en tysk teolog och grundläggaren av den kritiska Tübingenskolan.
Baur började läsa teologi i Tübingen hos Ernst Gottlieb Bengel. Han blev präst 1814 och 1817 blev han lärare vid ett teologiskt seminarium i Blaubeuren. Han skrev en bok om antik naturreligion i Schleiermachers anda. 1826 blev han Bengels efterträdare i vid universitetet i Tübingen. Baur utvecklade sig i hegeliansk riktning och tillämpade den dialektiska metoden på den tidigaste kristna kyrkan. Han publicerade sina nya idéer 1835 i Die christliche Gnosis och i Die sogenannten Pastoralbriefe des apostels Paulus.
Baurs uppfattning var att kristendomen vid sitt första framträdande inte var en fullfärdig produkt, utan att den hade genomgått en stark utveckling i dess tidigaste historia. Hans forskningar i nya testamentets och kyrkofädernas skrifter hade upptäckt för honom att kyrkans tidigaste ledare inte vara så överens, som man dittills trott. Den äldsta kristendomen (den som omfattades av församlingen i Jerusalem och av dess apostlar) stod mycket nära judendomen; Paulus, som gav kristendomen dess universella karaktär, var den förste, som utgallrade de judiska elementen. Det judekristna partiet med de tolv första apostlarna i spetsen uppträdde med större eller mindre fientlighet mot den paulinska uppfattningen av kristendomen. Det judekristna ebionitiska partiet kring Petrus hade länge övervikten i denna kamp; dialektikens syntes kom först vid och efter mitten av 100-talet, då Johannesevangeliets dogmatik förenade de stridande partierna till en allmän (katolsk) kyrka. 
Baur fick en annan åsikt om de nytestamentliga skrifternas ursprung. Det tillförlitligaste minnesmärket av den äldsta palestinska kristendomen är Johannes uppenbarelse, vars äkthet Baur erkände. Av Paulus brev hävdade han att endast breven till korinterna, romarna (med undantag av de två sista kapitlen) och galaterna härröra från aposteln själv. De pastoralbreven saknade, liksom Apostlagärningarna, helt och hållet apostolisk karaktär och tillskrevs andra århundradet. De övriga så kallade paulinska brevens äkthet ansåg Baur vara ganska tvivelaktig. Hans kritiska studier av Paulus brev och Apostlagärningarna är sammanfattade i verket Paulus, der apostel Jesu Christi (1845).